# Arimaa
Arimaa je abstraktna strateška igra na igralni deski za dva igralca. Igralca igrata z enakimi pripomočki kot za šah na šahovnici 8 × 8 polj, vsak pa ima šestnajst figur v močnostni razporeditvi 1-1-2-2-2-8. Igra je po vsej verjetnosti za umetno inteligenco težja za igranje od šaha. Njena stopnja zapletenosti je 10402. Arimao je izumil ameriški Indijec Omar Syed, računalnikar in strokovnjak na področju umetne inteligence. Navdahnil ga je poraz Kasparova proti šahovskemu računalniškemu programu Deep Blue 11. maja 1997 z eno zmago proti dvema zmagama in trem remijem. Syed je razvil igro, ki se lahko igra s standardno šahovsko opremo, ki je težka za igranje računalnikov in ima dovolj preprosta pravila, da jih je razumel tudi njegov štiriletni sin Aamir. »Arimaa« je pravzaprav »Aamir« prebrano nazaj z dodano začetnico »a«. Leta 2002 je Syed objavil pravila arimae in napovedal nagrado 10.000 $ do leta 2020 za razvijalca prvega računalniškega programa, ki se izvaja na standardni škatlasti strojni opremi, in je sposoben premagati tri najboljše igralce v treh nizih iger. Ameriški patent za igro je bil vložen 3. oktobra 2003, pod številko 6,981,700 pa je bil potrjen 3. januarja 2006. Syed poseduje tudi pravice za zaščitni znak imena »arimaa«.